# Padea
Padea – wieś w Rumunii, w okręgu Dolj, w gminie Drănic. W 2011 roku liczyła 882 mieszkańców.